# Franz Salmhofer

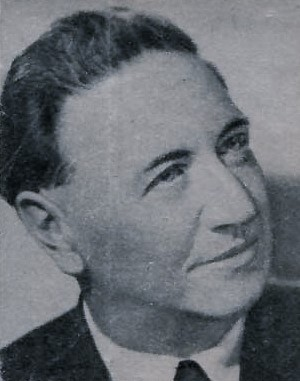
Franz Salmhofer, 1953

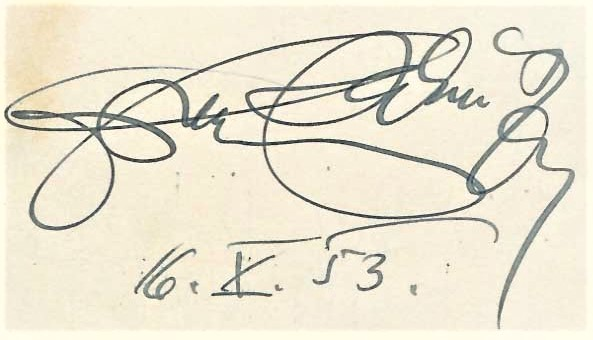

Franz Salmhofer (* 22. Jänner 1900 in Wien; † 22. September 1975 ebenda) war ein vielfach preisgekrönter österreichischer Komponist, Dirigent und Dichter.

## Leben und Werk
Salmhofer wurde in Wien geboren und kam aus bescheidenen Verhältnissen. Sein Vater war Pianist und seine Mutter Köchin. Sein Vater wurde nach dem Wehrdienst im Ersten Weltkrieg Invalide, weshalb sein Sohn sein musikalisches Talent nutzen musste, um bei der finanziellen Versorgung der Familie mitzuhelfen. Salmhofer wurde von 1909 bis 1914 im Stift Admont in der Steiermark ausgebildet, wo er Chorknabe war. 1916 war er Schüler am Institut für Musikwissenschaft der Universität Wien, wo er Musikwissenschaft, Klarinette und Komposition bei Franz Schreker, Franz Schmidt und Guido Adler studierte. Er war Teil einer sehr bemerkenswerten Klasse, die Talente wie Ernst Krenek, Wilhelm Grosz, Karol Rathaus, Josef Rosenstock, Max Brand, Friedrich Wilckens, Paul Pisk und Jascha Horenstein umfasste. Anschließend arbeitete er als Chorleiter und Organist.
Von 1929 bis 1945 war Salmhofer Kapellmeister am Burgtheater. Zur Zeit des austrofaschistischen Ständestaats war er Mitglied der Vaterländischen Front. Er wurde 1934 Mitglied der zu dieser Zeit in Österreich illegalen NSDAP. Als Salmhofer nach dem Anschluss Österreichs 1938 die offizielle NSDAP-Mitgliedschaft beantragte, wurde seine Mitgliedschaft in der vaterländischen Front als vernachlässigbar angesehen, doch wurde er schließlich aufgrund des Status seiner Ehefrau als jüdischer Mischling nicht in die NSDAP aufgenommen. Seiner Karriere nach 1945 war diese Nichtmitgliedschaft in der NSDAP förderlich.
Von 1945 bis 1954 war Salmhofer Direktor der Wiener Staatsoper, danach an der Volksoper in Wien (1956 bis 1963). Salmhofer komponierte vor allem Bühnenwerke, die sich an die Tradition der Spätromantik anlehnten, aber mit Heiteres Herbarium nach Karl Heinrich Waggerl z. B. auch eine Vertonung zeitgenössischer Lyrik. Drei seiner Opern wurden an der Wiener Staatsoper aufgeführt:
- Die Dame im Traum (Libretto: Ernst Décsey, Gustav Holm), Dirigent: Josef Krips, Spielleitung: Lothar Wallerstein, Uraufführung am 26. Dezember 1935 (9 Aufführungen)
- Iwan Sergejewitsch Tarassenko (nach eigenem Libretto), Dirigent: Josef Krips, Spielleitung: Erich von Wymetal, Uraufführung am 9. März 1938 (34 Aufführungen)
- Das Werbekleid, dirigiert vom Komponisten, inszeniert von Alfred Jerger, 29. Mai 1946 (20 Aufführungen im Volksoperngebäude)

Sein Ehrengrab befindet sich auf dem Wiener Zentralfriedhof (Gruppe 32 C, Nummer 41). Im Jahr 1989 wurde in Wien-Liesing (23. Bezirk) die Salmhoferstraße und im Jahr 1998 in Wien-Alsergrund (9. Bezirk) der Franz-Salmhofer-Platz nach ihm benannt.

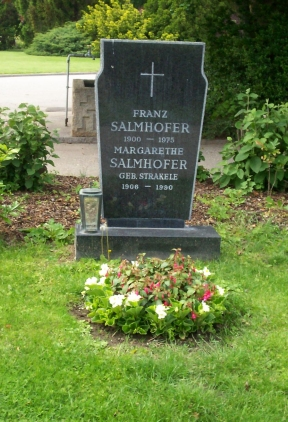
Grabstätte Franz Salmhofer

## Auszeichnungen
- 1926 und 1960 Preis der Stadt Wien für Musik
- 1937 Großen Österreichischen Staatspreis für Komposition
- 1954 Karl-Renner-Preis[2][3]
- 1960 Ehrenzeichen für Verdienste um das Land Wien in Silber
- 1965 Ehrenmedaille der Bundeshauptstadt Wien in Gold
- 1970 Ehrenring der Stadt Wien
- Ehrentitel ‚Professor‘ und Ehrenmitglied der Bundestheater